# Hawayo Takata
 Hawayo Takata  (Hanamaulu, 24 december 1900 – 11 december 1980) was de eerste vrouw die geïnitieerd werd tot reikimaster. Zij is tevens degene geweest die Reiki geïntroduceerd heeft in de westerse wereld. Waarschijnlijk is zij de meest omstreden persoon in de reiki community.

## In contact met Reiki
Na het overlijden van haar man in 1933 werd Hawayo Takata vaak ziek. In 1935 werd een tumor in haar gal ontdekt en ze besloot om zich in de Japanse hoofdstad Tokio te laten opereren.
Naar eigen zeggen kreeg zij de avond voor de operatie een ingeving dat de operatie "niet nodig was" en dat "dit niet hoeft". Ze ging op zoek naar een andere manier van behandeling en vond deze in een kliniek van dr. Chujiro Hayashi, een reikimaster die persoonlijk was opgeleid door Mikao Usui.
In deze kliniek verbleef zij gedurende vier maanden alwaar zij elke dag door twee behandelaars een reikibehandeling kreeg. Naar eigen zeggen is zij hierdoor volledig hersteld. Na deze genezing wilde zij ook de technieken van Reiki aanleren, maar hier werd negatief op geantwoord omdat:
- Reiki zou een spirituele leer zijn, geen leer primair gericht op genezing
- Reiki was een Shintoïstische / Boeddhistische leer en niet bestemd voor Christenen. (dit was een vreemd argument omdat dr. Chujiro Hayashi zelf Christen was)
- Reiki was nog nooit overgedragen aan een vrouw
- Reiki was nog nooit overgedragen aan een niet-Japans iemand.

Uiteindelijk heeft zij in 1936 toch van dr. Chujiro Hayashi de eerste graad van Reiki ontvangen, gevolgd in 1937 door de tweede graad. In 1937 jaar reisde zij terug naar Hawaï. In de winter van 1938 kwam dr. Hayashi samen met zijn dochter Kiyoe bij Takata in Hawaï op bezoek en werd Hawayo Takata door dr. Hayashi ingewijd tot Reikimaster.

## Kritiek
Er bestaat een zeer kritische houding ten aanzien van Takata. Dit heeft enkele redenen:
- Zij heeft veel traditionele informatie uit het shintoïsme en boeddhisme uit de leer van reiki gehaald
- Zij heeft naar eigen inzicht nieuw materiaal ingevoegd
- Zij presenteerde Reiki als healingstechniek in plaats van een spirituele leer
- Zij ging geldbedragen vragen tot ver boven de 10.000 dollar voor de derde graad
- Naar later bleek heeft zij bewust onjuiste informatie in het Reikisysteem gestopt. Het waarom is altijd onduidelijk gebleken.

In 2000 kwamen Frank Arjava Petter, Walther Lübeck en William Lee Rand met een boek (Reiki compendium) met daarin een opsomming van alle onjuistheden van Takata inclusief bewijzen.
In totaal heeft Hawayo Takata 22 masters ingewijd. Deze 22 Masters zijn:
George Araki, Dorothy Baba, Ursula Baylow, Rick Bockner, Barbara Brown, Fran Brown, Patricia Ewing, Phyllis Lei Furumoto (de kleindochter van Hawayo Takata), Beth Gray, John Harvey Gray, Iris Ishikuro, Harry M. Kuboi, Ethel Lombardi, Barbara Lincoln McCullough, Mary Alexandra McFadyen, Paul Mitchell, Bethal Phaigh, Virginia W. Samdahl, Shinobu Saito (wordt door sommigen abusievelijk vermeld als een zuster van Takata), Wanja Twan, dr. Barbara Weber Ray (oprichtster en huidige presidente van The Radiance Technique International Association Inc), Kay Yamashita (een zuster van Takata).